# 伯耶·莱安德
伯耶·莱安德（瑞典語：Börje Leander，1918年3月7日—2003年10月30日），瑞典男子足球运动员，司职中场。他曾代表瑞典国家队参加1948年夏季奥林匹克运动会足球比赛，获得一枚金牌。